# Bellini
 Ovo je glavno značenje pojma Bellini. Za druga značenja pogledajte Bellini (razdvojba).
Bellini je talijansko prezime nastalo kao patronim ili množina od Bellino.

## Osobe
- Obitelj talijanskih slikara:
  - Jacopo Bellini (oko 1396. – oko 1470.), otac Gentilea i Giovannija
  - Gentile Bellini (oko 1429. – 1507.)
  - Giovanni Bellini (oko 1430–1516), najpoznatiji od njih trojice
- Adriano Bellini (rođen 1942.), poznat kao Kirk Morris, bivši talijanski bodybuilder i glumac
- Andrea Bellini, talijanski operni bas, aktivan u devetnaestom stoljeću
- Andrea Bellini, talijanski kustos suvremene umjetnosti
- Barb Bellini (rođena 1977.), umirovljena kanadska odbojkašica
- Bellino Bellini (1741–1799), talijanski slikar
- Claudio Bellini (rođen 1963.), talijanski arhitekt i dizajner
- David Bellini (1972. – 2016.), talijanski scenarist, televizijski pisac, urednik priča i redatelj dokumentaraca
- Delfo Bellini (1900.–1953.), talijanski nogometaš
- Elma Bellini (1954.–2018.), američka sutkinja
- Filippo Bellini (fl. 1594.), talijanski slikar
- Francesco Bellini (rođen 1947.), kanadski poduzetnik
- Giacinto Bellini (17. stoljeće), talijanski slikar
- Gianfranco Bellini (1924–2006), talijanski glumac i glasovni glumac
- Giancarlo Bellini (rođen 1945.), bivši talijanski cestovni biciklist
- Gianmarco Bellini (rođen 1958.), časnik talijanskog zrakoplovstva
- Gianpaolo Bellini (rođen 1980.) talijanski nogometaš
- Hilderaldo Bellini (1930.–2014.), brazilski nogometaš, kapetan prve brazilske momčadi koja je osvojila FIFA Svjetsko prvenstvo
- Isa Bellini (1922. – 2021.), talijanska glumica
- Italo Bellini (1915.–1965.), talijanski sportski strijelac
- Jarrett Bellini (rođen 1978.), američki pisac
- Jason Bellini, američki novinar
- Lorenzo Bellini (1643–1704), talijanski liječnik i anatom
- Mario Bellini (rođen 1935.), talijanski arhitekt
- Mark Bellini (rođen 1964.), bivši hvatač američkog nogometa u Nacionalnoj nogometnoj ligi
- Mattia Bellini (rođen 1994.), talijanski ragbijaš
- Paul Bellini (rođen 1963.), kanadski pisac komedija i televizijski glumac
- Raffaello Bellini (1874–1930), talijanski zoolog
- Santiago Bellini Noya (rođen 1996.), urugvajski nogometaš
- Savino Bellini (1913.–1974.), talijanski nogometaš
- Vincenzo Bellini (1801–1835), talijanski operni skladatelj